# Enrique Rocha
Enrique Miguel Rocha Ruiz (Silao, Guanajuato, 5 de enero de 1940-Ciudad de México, 7 de noviembre de 2021), conocido como Enrique Rocha, fue un actor mexicano.

## Biografía y carrera
Inició su carrera en la telenovela La mentira en 1965. Fue uno de los actores con más trayectoria y el actor con mayor número de personajes antagónicos —14, en total— debido a su aspecto y a su gruesa voz. Se le reconoció principalmente por tener varios papeles de villanos en telenovelas como: Serafín , Yo compro esa mujer, Dos mujeres, un camino, El privilegio de amar, Las vías del amor, Rebelde, Corazón salvaje, Una familia con suerte, Amores verdaderos y Me declaro culpable.
Realizó el doblaje de Bagheera en El libro de la selva (2016).

## Muerte
El 7 de noviembre de 2021, Rocha falleció a los 81 años de edad en la Ciudad de México mientras dormía, por causas naturales.

## Filmografía

### Cine
- El libro de la selva (2016) .... Bagheera (doblaje)
- Mejor que nunca (2008)
- Serafín: la película (2001) ... Lucio Fernández
- Mujeres infieles (1995) .... Armando
- Kino: la leyenda del padre negro (1993)
- Ciudad de ciegos (1991)
- Morir en el golfo (1990)
- El otro crimen (1988)
- Historias violentas (1985)
- Satánico Pandemonium (1975)
- El monasterio de los buitres (1973)
- Apolinar (1972)
- El Hombre y la bestia (1972)
- Satanás de todos los horrores (1972)
- Muñeca reina (1971) .... Eduardo
- Espérame en Siberia, vida mía (1971)
- El derecho de los pobres (1973)
- Primero el dólar (1970)
- Siete Evas para un Adán (1969) .... Carlos
- Misión cumplida (1970)
- Modisto de señoras (1969)
- Los amigos (1968)
- La cama (1968)
- Las infieles (1968)
- El club de los suicidas (1968) .... El Profeta
- La maestra inolvidable (1968)
- Las posadas (1968)
- Prohibido (1968)
- Santa (1968)
- Esta noche sí (1968)
- La Chamuscada (Tierra y libertad) (1967)
- La endemoniada (1967)
- Damiana y los hombres (1967)
- La muerte es puntual (1965)
- El proceso de Cristo (1965) .... Jesucristo
- Tiempo de morir (1965) .... Pedro Trueba
- Un alma pura (1965) .... Juan Luis
- Guadalajara en verano (1965) .... Juan

### Televisión
- Silvia Pinal, frente a ti (2019) .... Narrador de "El Show de Silvia y Felipe"[5]
- Me declaro culpable (2017-2018) .... Mauro Monroy Lacherade
- Érase una vez (2017) .... Narrador
- Muchacha italiana viene a casarse (2014-2015) ....  Vittorio Dragone
- Amores verdaderos (2012-2013) .... Aníbal Balvanera
- Una familia con suerte (2011-2012) .... Napoleón Villarreal Cárdenas
- Corazón salvaje (2009-2010) .... Rodrigo Montes de Oca
- Verano de amor (2009) .... Vito Rocca
- Lola, érase una vez (2007-2008) .... Excélsior Maximus
- Objetos perdidos (2007)
- Amor sin maquillaje (2007) .... Steve
- Rebelde (2004-2006)..... León Bustamante
- Las vías del amor (2002-2003) .... Sebastián Mendoza
- Por un beso (2000-2001) .... Mariano Díaz de León
- Cuento de Navidad (1999-2000) .... Cliente de Don Chente
- Serafín (1999) .... Lucio Fernández
- El privilegio de amar (1998-1999) .... Nicolás Obregón
- Mi pequeña traviesa (1997-1998) .... Antonio Miranda
- Pueblo chico, infierno grande (1997) .... Prisciliano Ruán
- La antorcha encendida (1996) .... Virrey Félix María Calleja
- Dos mujeres, un camino (1993-1994) .... Ismael Montegarza
- Las secretas intenciones (1992) .... Dr. Daniel Baguer
- Yo compro esa mujer (1990) .... Rodrigo Montes de Oca
- Pasión y poder (1988) .... Eladio Gómez Luna
- Cómo duele callar (1987) .... Villegas
- Lista negra (1986-1987) .... Daniel
- El ángel caído (1985-1986) .... Arturo
- Cuando los hijos se van (1983) .... Álvaro
- Espejismo (1981) .... Julio
- Vamos juntos (1979-1980) .... Juan Cristóbal
- No tienes derecho a juzgarme (1978)
- Marcha nupcial (1977-1978) .... Fernando
- Mundo de juguete (1974-1977) .... Tío Leopoldo «Polo» Balboa
- La hiena (1973) .... Marcial García
- Cristina Guzmán (1966)
- La mentira (1965) .... Jhonny
- Siempre Tuya (1964)

### Teatro
- Noches blancas (1981)
- Hamlet (1964), de William Shakespeare

## Premios y nominaciones

### Premios TVyNovelas
| Año  | Categoría              | Telenovela             | Resultado |
| ---- | ---------------------- | ---------------------- | --------- |
| 2018 | Mejor primer actor     | Me declaro culpable    | Nominado  |
| 2012 | Mejor primer actor     | Una familia con suerte | Nominado  |
| 2010 | Mejor primer actor     | Corazón salvaje        | Nominado  |
| 2006 | Mejor actor antagónico | Rebelde                | Nominado  |
| 2003 | Mejor villano          | Las vías del amor      | Ganador   |
| 1999 | Mejor villano          | El privilegio de amar  | Ganador   |
| 1998 | Mejor primer actor     | Mi pequeña traviesa    | Nominado  |
| 1994 | Mejor villano          | Dos mujeres, un camino | Nominado  |
| 1994 | Mejor primer actor     | Dos mujeres, un camino | Ganador   |
| 1991 | Mejor villano          | Yo compro esa mujer    | Ganador   |
| 1989 | Mejor villano          | Pasión y poder         | Ganador   |

### Premios El Heraldo de México
| Año  | Categoría          | Telenovela        | Resultado |
| ---- | ------------------ | ----------------- | --------- |
| 2003 | Mejor primer actor | Las vías del amor | Ganador   |

### Premios Bravo
| Año  | Categoría                        | Telenovela | Resultado |
| ---- | -------------------------------- | ---------- | --------- |
| 2000 | Mejor caracterización de villano | Serafín    | Ganador   |

### Premios INTE
| Año  | Categoría        | Telenovela        | Resultado |
| ---- | ---------------- | ----------------- | --------- |
| 2003 | Actor de reparto | Las vías del amor | Nominado  |

### Premios Palmas de Oro
| Año  | Categoría              | Telenovela        | Resultado |
| ---- | ---------------------- | ----------------- | --------- |
| 2003 | Mejor actor antagónico | Las vías del amor | Ganador   |

### Premios Califa de Oro
| Año  | Categoría       | Telenovela            | Resultado |
| ---- | --------------- | --------------------- | --------- |
| 2003 | Mejor actuación | El privilegio de amar | Ganador   |

### Premios ACE
| Año  | Categoría                  | Telenovela            | Resultado |
| ---- | -------------------------- | --------------------- | --------- |
| 2003 | Mejor actor característico | El privilegio de amar | Ganador   |
| 1991 | Mejor actor                | Yo compro esa mujer   | Ganador   |